# Assisted GPS
Assisted GPS, meestal afgekort als A-GPS (of AGPS), is een techniek waarbij plaatsbepaling door een gps-ontvanger wordt ondersteund (assisted) door informatie ontvangen van andere externe bronnen dan GNSS-satellieten. 
Tijdens het opstarten bepaalt een gps-ontvanger zijn aanvankelijke positie met behulp van informatie ontvangen van de gps-satellieten over omloopbanen en positie van de satellieten (de zogenaamde GPS-almanak). Deze informatie wordt echter maar met tussenposen van enkele minuten uitgezonden. Wanneer de gps-ontvanger omringd is door hoge gebouwen of zich binnenshuis bevindt kan het bovendien moeilijk zijn voor de ontvanger om snel zijn locatie te bepalen.
Bij gps-ontvangers die uitgerust zijn met Assisted GPS gebruikt de ontvanger aanvullende informatie. In het geval dat een gps-ontvanger is ingebouwd in een mobiele telefoon wordt de verbinding met de mobiele centrale gebruikt. Zo kan de mobiele telefoonmaatschappij een ruwe positiebepaling toezenden die afgeleid is van metingen van de sterkte van het signaal van de mobiele telefoon als het ontvangen wordt door verschillende zendmasten in de buurt van de  mobiele telefoon. Ook kan informatie over de positie van de satellieten worden verstrekt, zodat de gps ontvanger niet langer afhankelijk is van ontvangst van deze informatie van de satellieten zelf. 
Naast zendmasten voor mobiele telefonie, kunnen ook wifi-netwerken gebruikt worden om de plaats van het toestel te bepalen.
Op deze manier kan de ruwe locatie al snel worden weergegeven voordat gps met behulp van de ontvangen informatie en de satellietsignalen de exacte locatie kan bepalen.
A-GPS via een smartphone is alleen mogelijk als internet, dus het gebruik van mobiele data, is ingeschakeld. Zonder internetverbinding werkt A-GPS als een gewone GPS.